# اکسمور (آلاباما)
اکسمور (به انگلیسی: Exmoor) یک منطقهٔ مسکونی در ایالات متحده آمریکا است که در شهرستان مرنگو، آلاباما واقع شده‌است. اکسمور ۳۸٫۱ متر بالاتر از سطح دریا واقع شده‌است.